# Kent (együttes)
A Kent egy svéd rockzenekar, mely 1990-ben alakult Eskilstunában Jones & Giftet néven. 1992-ben Havsänglarra változtatták a nevüket, majd 1993-ban Stockholmba költöztek és innentől Kent név alatt működtek tovább. 1995-ben jelent meg első nagylemezük.
A zenekar 2016 márciusában jelentette be, hogy a következő albumuk (Då som nu för alltid) az utolsó lesz, majd egy koncertturné és egy válogatáslemez (Best of) után, az utolsó élő szereplésüket követően december 17-én feloszlik.

## Tagok
- Joakim Berg – ének és gitár
- Martin Sköld – basszus, billentyűs hangszerek
- Markus Mustonen – dob, zongora,
- Sami Sirviö – gitár, szintetizátor

## Korábbi tagok
- Thomas Bergqvist (1990–1992) – szintetizátor
- Martin Roos (1992–1995) – gitár
- Harri Mänty (1996–2006) – gitár, ütős hangszerek

## Live tagok
- Andreas Bovin – szintetizátor, akusztikus gitár
- Max Brandt – gitár (2007 óta)

## Stúdióalbumok
- Kent (1995)
- Verkligen (1996)
- Isola (1997, engelsk version 1998)
- Hagnesta Hill (1999, engelsk version 2000)
- B-sidor 95–00 (2000)
- Vapen & ammunition (2002)
- Du & jag döden (2005)
- The hjärta & smärta EP (2005)
- Tillbaka till samtiden (2007)
- Röd (2009)
- En plats i solen (2010)
- Jag är inte rädd för mörkret (2012)
- Tigerdrottningen (2014)
- Då som nu för alltid (2016)
- Best of (2016)